# 瓦伦扎诺
瓦伦扎诺（義大利語：Valenzano），是意大利巴里省的一个市镇。总面积15平方公里，人口18379人，人口密度1225.3人/平方公里（2009年）。ISTAT代码为072048。